# Championnat du Bhoutan de football 2021
Navigation
Saison précédente Saison suivante
La saison 2021 du Championnat du Bhoutan de football est la dixième édition du championnat national de première division au Bhoutan. 
Le format de la compétition change à compter de cette saison pour passer à un championnat à dix équipes, s'affrontant en matchs aller-retour. 
Paro FC remporte son deuxième titre de champion du Bhoutan en terminant devant le champion sortant Thimphu City FC.

## Les clubs participants
- Clubs de Premier League 2020 : 
  - Transport United
  - Thimphu City FC
  - Paro FC
  - Ugyen Academy FC
  - Tensung FC
  - High Quality United FC
- Promus des ligues régionales 2020 :
  - Rinpung FC
  - Gomo FC
  - FC Gelephu
  - Druk Lhayul FC

## Compétition

### Classement
| Rang | Équipe                 | Pts | J  | G  | N | P  | Bp | Bc | Diff |
| ---- | ---------------------- | --- | -- | -- | - | -- | -- | -- | ---- |
| 1    | Paro FC                | 45  | 18 | 14 | 3 | 1  | 60 | 11 | +49  |
| 2    | Thimphu City FC T      | 43  | 18 | 13 | 4 | 1  | 78 | 17 | +61  |
| 3    | Transport United       | 41  | 18 | 13 | 2 | 3  | 45 | 16 | +29  |
| 4    | High Quality United FC | 34  | 18 | 11 | 1 | 6  | 50 | 23 | +27  |
| 5    | Druk Lhayul FCP        | 33  | 18 | 10 | 3 | 5  | 34 | 19 | +15  |
| 6    | Ugyen Academy FC       | 25  | 18 | 8  | 1 | 9  | 27 | 27 | 0    |
| 7    | Tensung FC             | 19  | 18 | 6  | 1 | 11 | 18 | 43 | -25  |
| 8    | Gomo FC P              | 7   | 18 | 2  | 1 | 15 | 20 | 59 | -39  |
| 9    | FC Gelephu P           | 7   | 18 | 2  | 1 | 15 | 16 | 81 | -65  |
| 10   | Rinpung FC P           | 7   | 18 | 2  | 1 | 15 | 25 | 97 | -72  |

|  | Qualification pour la Coupe de l'AFC 2022             |
|  | Relégation en Super League                            |
|  | T : Tenant du titre P : Promu des districts régionaux |

## Bilan de la saison
| Championnat du Bhoutan de football 2021 |                    |
| Champion                                | Paro FC (2e titre) |
| Qualifications continentales            |                    |
| Coupe de l'AFC 2022                     | Paro FC            |
| Promotions et relégations               |                    |
| Promus en Premier League                |                    |
| Relégués en Super League                |                    |